# Paracyathus stearnsii
Paracyathus stearnsii is een rifkoralensoort uit de familie van de Caryophylliidae. De wetenschappelijke naam van de soort is voor het eerst geldig gepubliceerd in 1869 door Verrill.